# ベンドルフ
ベンドルフ（独： Bendorf）は、ドイツ連邦共和国南西部のラインラント＝プファルツ州マイエン＝コブレンツ郡に存在する市。ライン川右岸沿い、コブレンツの北7kmに位置する。